# 칼턴 큐스
아서 칼턴 큐스(영어: Arthur Carlton Cuse, 1959년 3월 22일 ~ )은 미국 에미상을 받은 미국의 텔레비전 드라마 작가이자 감독으로 로스트에서 각본을 맡은 것으로 잘 알려져 있으며 2010년 타임지에서 세계 100인에 선정되기도 하였다. 트랜스미디어의 선구자로 평가받기도 하다.

## 참여작
- 동양특급 로형사 (1998-2000)
- 로스트 (2004-2010)
- 베이츠 모텔 (2013-2017)
- 더 스트레인 (2014)
- 콜로니 (2016)

## 인용
1. ↑  The 2010 TIME 100 보관됨 2011-01-04 - 웨이백 머신 Time Magazine
2. ↑  Fox TV joins US networks to block Google TV  By Maggie Shiels (2010). BBC.